# William Bentinck (4e duc de Portland)
Pour les articles homonymes, voir William Bentinck.
William Henry Cavendish-Scott-Bentinck (24 juin 1768 - 27 mars 1854) est un homme politique britannique ayant occupé divers postes au sein des gouvernements de George Canning et de Lord Goderich.

## Jeunesse
Il est le fils aîné du Premier ministre William Cavendish-Bentinck (3e duc de Portland) et Dorothy, fille de William Cavendish (4e duc de Devonshire) et de Charlotte Boyle, baronne Clifford. Il est le frère aîné de Lord William Bentinck et de Charles Bentinck (1780-1826).
Il étudie d'abord à Ealing sous la tutelle de Samuel Goodenough et obtient son diplôme en 1774, puis à la Westminster School (1783). Il fréquente Christ Church, Oxford pendant deux ans, mais n'obtient pas de diplôme. Le troisième duc, qui n'épargne aucune dépense pour son héritier, l'envoie à La Haye en 1786 pour y travailler avec l'envoyé de la couronne, Sir James Harris. Il revient en 1789.
Il obtient plus tard un doctorat honorifique en droit civil d'Oxford en 1793. Il est également administrateur du British Museum en 1810, il prête le célèbre Vase Portland au musée.

## Carrière politique
Il est membre du Parlement pour Petersfield entre 1790 et 1791 et pour le Buckinghamshire entre 1791 et 1809.
Il sert auprès de son père en tant que Lord du Trésor entre mars et septembre 1807. Il reste en poste jusqu'en avril 1827, date à laquelle il est nommé Lord du sceau privé par son beau-frère George Canning. Il est admis au Conseil privé la même année. Lorsque Lord Goderich devient Premier ministre en août 1827, Portland devient Lord président du Conseil, fonction qu'il occupe jusqu'à la chute du gouvernement en janvier 1828. Au fil du temps, le duc devient de moins en moins un conservateur convaincu, soutenant certaines des positions plus libérales de Canning.
Portland occupe le poste honorifique de Lord Lieutenant du Middlesex entre 1794 et 1841.

## Famille
Il épouse Henrietta, fille aînée et héritière du major-général John Scott de Fife, et son épouse Margaret Dundas à Londres le 4 août 1795. Au moment de son mariage, il obtient une licence royale lui permettant de prendre le nom et les armoiries de Scott en plus de celui de Cavendish-Bentinck. Ils sont parents de neuf enfants :
- William Cavendish-Scott-Bentinck (22 octobre 1796 - 5 mars 1824) ;
- Margaret Harriet (21 avril 1798 - 9 avril 1882) ;
- Caroline (6 juillet 1799 - 23 janvier 1828) ;
- William Bentinck (5e duc de Portland) (12 septembre 1800 - 6 décembre 1879) ;
- George Bentinck (27 février 1802 - 21 septembre 1848) ;
- Lord Henry William Bentinck (9 juin 1804 - 31 décembre 1870) ;
- Charlotte (14 janvier 1806 - 30 septembre 1889); mariée à Evelyn Denison (1er vicomte Ossington) ;
- Lucy Joan (27 août 1807 - 29 juillet 1899); mariée à Charles Ellis (6e baron Howard de Walden) ;
- Mary (8 juillet 1809 - 20 juillet 1874); mariée à William Topham.

## Mort et héritage
La duchesse de Portland est décédée le 24 avril 1844. Près de 10 ans plus tard, Portland meurt au siège familial de Welbeck Abbey, dans le Nottinghamshire, en mars 1854, à l'âge de 85 ans. Deux de ses fils sont décédés avant lui; l'aîné mourant d'une lésion cérébrale et le troisième fils mourant d'une crise cardiaque.
Le duc exprime le souhait d'être enterré dans le cimetière ouvert de Bolsover, dans le Derbyshire, près de l'autre siège familial du château de Bolsover. Cependant, il est enterré dans l'ancienne chapelle Cavendish, qui n'a pas été ouverte depuis 138 ans.
William, son deuxième fils aîné lui succède comme duc.
Le département des manuscrits et des collections spéciales de l'Université de Nottingham détient un certain nombre d'articles sur Portland: ses documents personnels et politiques font partie de la collection Portland (Welbeck), tandis que la collection Portland (Londres) contient des documents concernant ses activités immobilières. Les Portland Estate Papers conservés aux archives de Nottinghamshire contiennent également des éléments relatifs aux propriétés de Portland.